# Старе Випихи
Старе Випихи (пол. Stare Wypychy) — село в Польщі, у гміні Сомянка Вишковського повіту Мазовецького воєводства.
Населення — 79 осіб (2011).
У 1975-1998 роках село належало до Остроленцького воєводства.

## Демографія
Демографічна структура станом на 31 березня 2011 року:
|          | Загалом | Допрацездатний вік | Працездатний вік | Постпрацездатний вік |
| -------- | ------- | ------------------ | ---------------- | -------------------- |
| Чоловіки | 39      | 11                 | 24               | 4                    |
| Жінки    | 40      | 8                  | 20               | 12                   |
| Разом    | 79      | 19                 | 44               | 16                   |